# Protoavis
Protoavis är ett omstritt släkte av dinosaurier, beskrivet av Sankar Chatterjee utifrån fossil från Texas som dateras till slutet av triasperioden, för 220 miljoner år sedan. Som namnet antyder tolkar upptäckaren detta fossil som en urfågel Detta är dock mycket kontroversiellt, och få andra forskare accepterar den tolkningen. Släktet kritiseras av vissa för att vara resultatet av chimaira, det vill säga en sammanblandning av ben från flera arter.
Protoavis hävdas vara omkring 70 miljoner år äldre än den berömda urfågeln Archaeopteryx. Den påstås dessutom vara mycket mer lik moderna fåglar än vad Archaeopteryx är.  Om det skulle visa sig att Chatterjees tolkning av Protoavis faktiskt är korrekt, skulle detta ha stor betydelse för vår tolkning av fåglarnas evolution.